# جليزا 876 b
غليزا 876 بي (بالإنجليزية: Gliese 876 b)‏ الذي يرمز له بالرمز GJ 876 b، هو كوكب خارج المجموعة الشمسية، في كوكبة الدلو، يتبع غليزا 876.

## الاكتشاف
اكتشف في 23 يونيو 1998، وكانت طريقة الاكتشاف دوبلر الطيفي.